# Gnathophis bathytopos
Gnathophis bathytopos és una espècie de peix pertanyent a la família dels còngrids.

## Descripció
- Pot arribar a fer 35 cm de llargària màxima.[4][5]

## Hàbitat
És un peix marí i batidemersal que viu entre 180 i 370 m de fondària.

## Distribució geogràfica
Es troba a l'Atlàntic occidental: l'estret de Florida i el sud-est del golf de Mèxic.

## Observacions
És inofensiu per als humans.